# 美洲鬣蜥
美洲鬣蜥又名美洲鬣蜥、美洲绿鬣蜥，是一種生活在樹上的大型蜥蜴，頭尾全長可達1～2公尺，壽命可長達10年以上。為草食性，以植物的葉、嫩芽、花、果實植物为食物，為日行性爬蟲類，每胎可產24-45颗卵。主要分布於中美洲的墨西哥至巴拉圭间、南美洲、加勒比海及佛羅里達等地。被列入《濒危野生动植物种国际贸易公约》附录二中。性情溫馴、飼養容易、並不會攻擊人，因此常被作為寵物飼養，中國大陸和部份美洲國家設有養殖場大量飼養綠鬣蜥以作售賣用途。

## 習性與行為
綠鬣蜥為樹棲動物，擅於攀爬與跳躍，游泳，移動速度快加上天然保護色故一般不會受到猛禽威脅，喜棲息於有水道濕地旁草叢雜樹林地，以便遇到天敵可以快速掩蔽逃竄，當遇到人類靠近時會試圖上下擺動頭部以威嚇。如果示威對侵略者沒用，綠鬣蜥會迅速逃離。

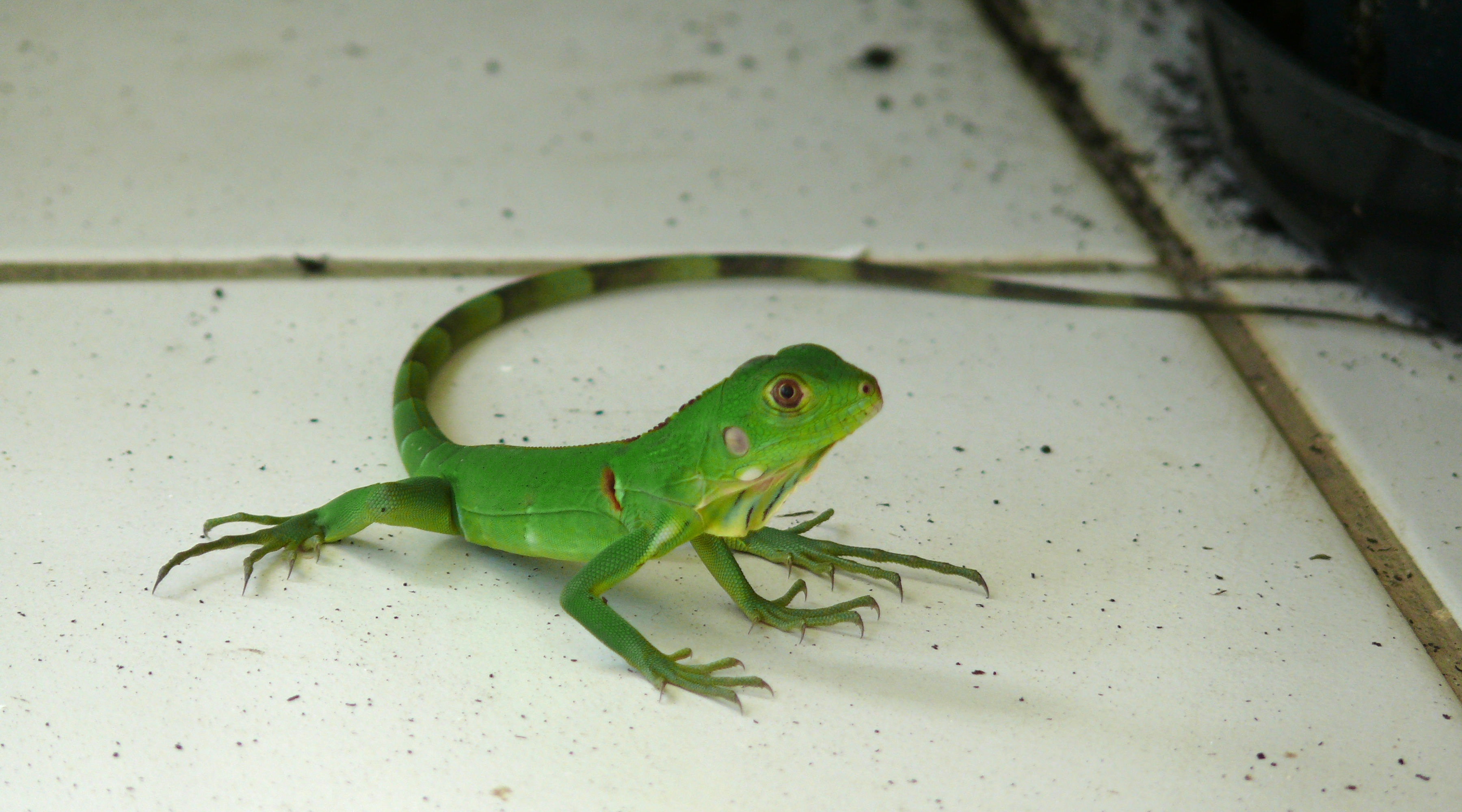
幼體
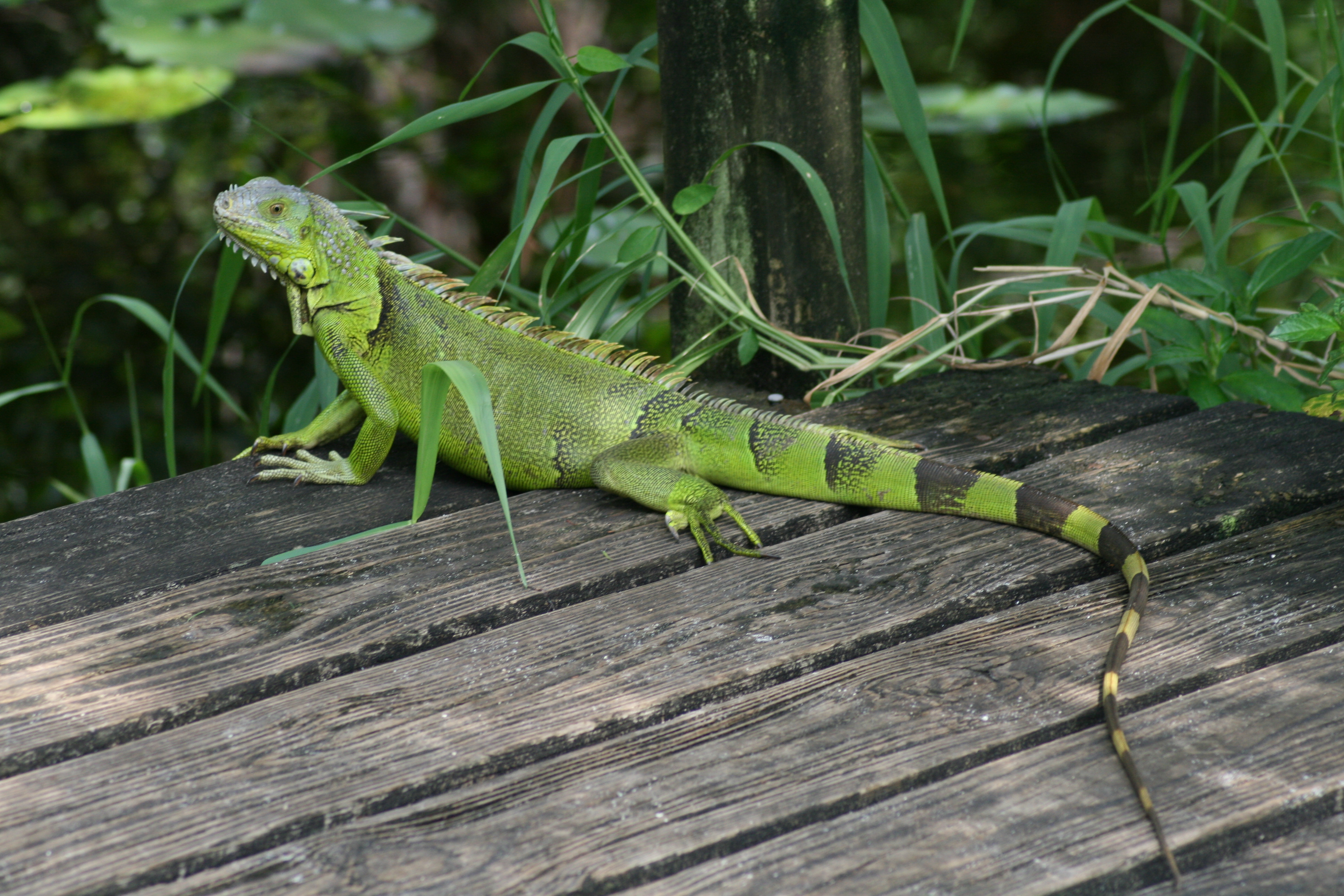
成體
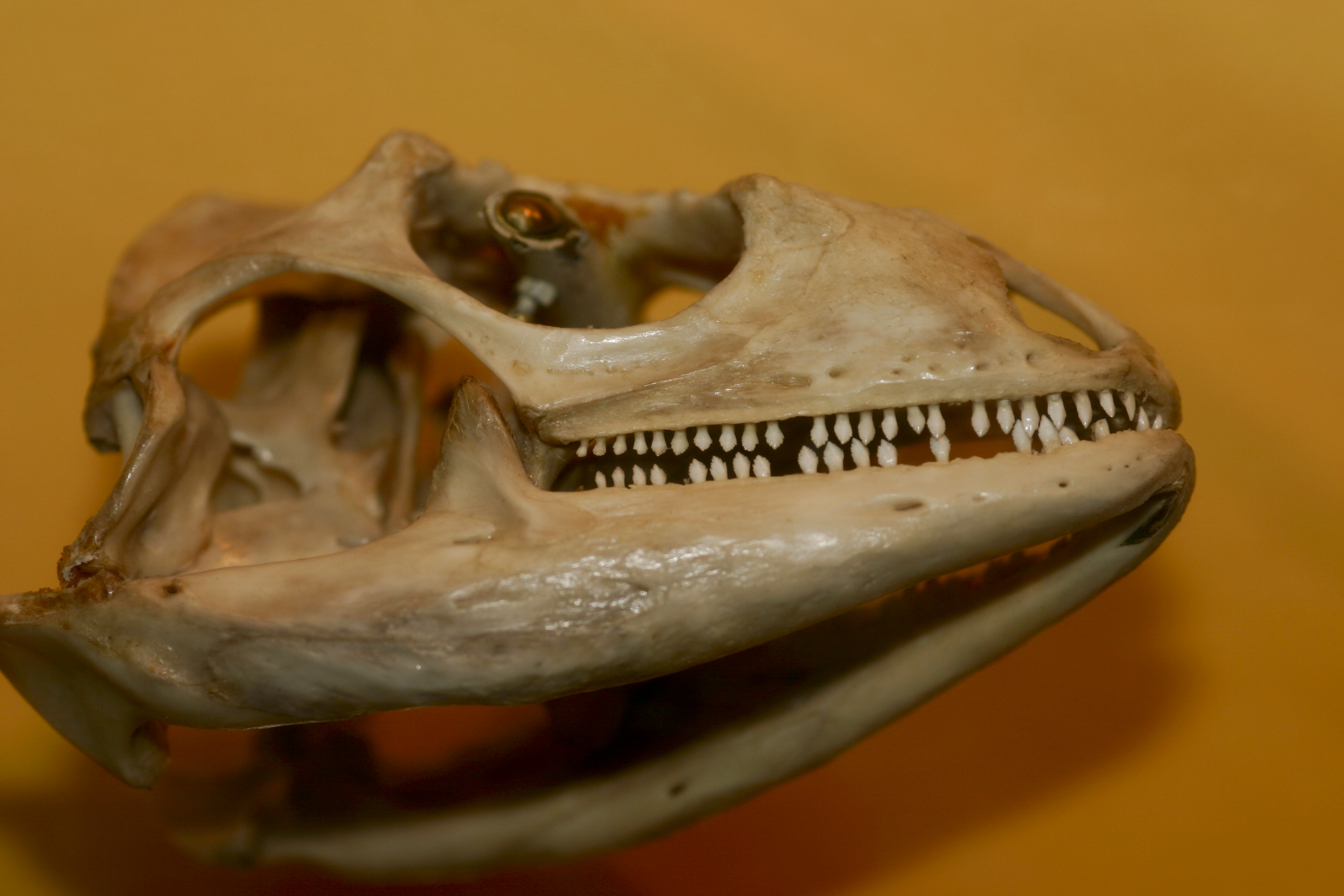
頭骨

## 繁殖期
成熟的雄性綠鬣蜥，在繁殖期時，體色會變得鮮豔，呈橘紅色。母蜥和公蜥大概在晚冬時期交配，在早春時產卵。母蜥準備產卵時，會不斷的尋找下蛋的地點，並大量飲用水。

## 綠鬣蜥與禽龍
首次發現禽龍化石（為一牙齒）的曼提爾醫生以為，其發現的是鬣蜥的牙齒，所以把禽龍命名為Iguanodon。

## 生態危害

### 台灣
因為人為引進做為寵物飼養及不當野放，在臺灣中南部多區已建立族群，被農業部列為有害動物，主要危害為農作物，屏東縣政府對於這一問題採取了積極的應對措施，以減少其對農業的影響和保護當地生態。2020年9月開始到11月30日止，飼養綠鬣蜥須先行登記，否則將依《野生動物保育法》罰1萬至5萬元；而2020年11月30日後截止登記逾期未登記者將成為非法持有，可處新台幣1萬至5萬元，並沒入動物。

## 註解
1. ↑  「鬣」，拼音：，注音：，音同「列」